# Jerry Brudos
Jerry Brudos (31 janvier 1939 - 28 mars 2006) était un tueur en série, nécrophile et fétichiste.
Il a commis son premier meurtre en janvier 1968 et est arrêté en mars 1969. Il est mort en prison.
L'écrivain Ann Rule lui a consacré un livre : The Lust Killer.

## Biographie
Brudos est né à Webster, dans le Dakota du Sud. Il était le plus jeune d’une fratrie de deux garçons. Sa mère voulait une fille et l’habillait avec des vêtements féminins. Elle l’aurait constamment rabaissé, traité avec dédain et agressé sexuellement.
Sa famille aurait déménagé dans différentes maisons du nord-ouest pacifique avant de s’installer à Salem.
Depuis l'âge de 5 ans, Brudos présentait un attrait pour les chaussures de femmes, âge auquel il jouait avec des chaussures à talons dans un dépôt de ferraille local. Il aurait aussi essayé de voler les chaussures à talon de son institutrice de classe préparatoire. Fétichiste des sous-vêtements féminins volés à ses voisines lorsqu’il était enfant, il passa partiellement son adolescence entre psychothérapies et hôpitaux psychiatriques.
Jerry commença, par la suite, à traquer des femmes durant son adolescence, les assommant ou les étouffant afin de leur voler leurs chaussures.
À l’âge de 17 ans, il a abusé et battu une jeune femme, la menaçant de la poignarder si elle refusait de satisfaire ses demandes sexuelles.
Peu après avoir été arrêté, il fut conduit dans un hôpital psychiatrique dans l’état de l'Oregon et y resta neuf mois. Ses fantasmes sexuels et ses besoins de vengeance contre sa mère et les femmes en général sont alors diagnostiqués. Une évaluation psychiatrique conclut à une schizophrénie. Bien qu’étant placé en institut, il obtient son baccalauréat en 1957. Peu après il devient technicien en électronique.
En 1960, il se marie à une jeune fille de 17 ans, avec qui il a deux enfants. Ils s’installent dans la banlieue de Portland dans l’Oregon.
Il demandait à sa femme de faire le ménage nue et en talons hauts alors qu’il prenait des photos. C’est à cette époque qu’il commence à se plaindre de migraines et de trous de mémoire. Seules ses virées nocturnes en quête de chaussures et de sous-vêtements en dentelles lui permettent d’apaiser ces symptômes.

## Parcours criminel
Entre 1968 et 1969, Brudos battit et étrangla quatre jeunes femmes. Le seul indice de départ était des témoins ayant vu un homme de carrure imposante habillé en femme. Brudos gardait des trophées de ses victimes dans le garage de sa maison à Salem. Il s’agissait de seins amputés qui étaient utilisés comme presse-papier et du pied gauche d’une jeune fille de 19 ans (Linda Slawson, son premier meurtre) qu’il utilisait pour modeler des paires de chaussures qu'il avait récoltées. Après avoir commis un meurtre, il semblerait qu’il portait des talons hauts et se masturbait. Les investigations de la police auprès de la population locale les ont menés à Brudos qui décrivit les meurtres avec précision. Il avoua les meurtres de Linda Slawson, Jan Whitman, Karen Sprinker et Linda Salee, et fut condamné à la prison à vie. Pendant son incarcération, Brudos amasse des catalogues de chaussures féminines dans sa cellule qu’il demandait aux principales entreprises. Il déclara que c’était une méthode de substitution à la pornographie. 
 Il déposa une quantité innombrable d’appels, dont un qui disait qu'une photographie prise de lui avec le corps d’une de ses victimes ne pouvait pas démontrer sa culpabilité, ce corps n’étant pas celui d’une personne pour laquelle il fut reconnu coupable de meurtre.
Il mourut en prison le 28 mars 2006 d'un cancer du foie.